# Suspensie (katholiek kerkelijk recht)
Een suspensie is in het katholieke kerkelijke recht een straf die geestelijken kan worden opgelegd, waardoor hun het recht wordt ontzegd tijdelijk of blijvend de aan hun ambt verbonden functies uit te oefenen.